# Académies talmudiques en terre d'Israël
Les académies talmudiques (yeshivot) de la terre d'Israël étaient le centre de l'éducation juive et du développement de la Loi juive en terre d'Israël depuis l'ère du Second Temple jusqu'à 400 EC environ. Un centre persiste et se développe notamment en Galilée autour de Tsippori pendant la période des Gueonim, rivalisant avec les académiques talmudiques de Babylonie sans parvenir à leur niveau.
Divers centres de faible importance subsistent ensuite, entretenus par les dons de la diaspora juive. Le projet sioniste permet le développement de nouvelles institutions ou la transplantation en Israël des académies d'Europe orientale.

## Lesyeshivotdes origines: Yabneh
La destruction de Jérusalem, en 70 de l'ère commune signifie la fin abrupte des disputes théologiques et politiques qui divisaient les Juifs avant la victoire romaine. C'est alors qu'un disciple de Hillel, le vénérable Yohanan ben Zakkaï donne un nouveau siège aux docteurs de la loi juive à Yavné en Judée, suscitant ainsi une nouvelle vie intellectuelle sur les ruines des dernières institutions juives. L'académie de Yavné, qui s'érige immédiatement en Sanhédrin en faisant respecter autant que possible les ordonnances de cette institution, attire tous les plus brillants et les plus savants des docteurs ayant survécu à la catastrophe nationale. Il échoit à une nouvelle génération de sages de surmonter les effets dévastateurs de l'échec de la révolte de Bar Kokhba (135). C'est ainsi qu'entre ces deux désastres, de 70 à 135, l'académie de Yavné rassemble les traditions qui constitueront les fondements du judaïsme rabbinique. Elle adapte la Loi aux nouvelles conditions liées à la destruction du Temple et de toutes les autres institutions juives, jetant ainsi les fondations sur lesquelles pourront être développés le Talmud et la Halakha.
L'académie de Yavné doit son succès et sa suprématie, non seulement à son fondateur Yohanan ben Zakkaï mais aussi à son énergique successeur Gamaliel II, un arrière-petit-fils de Hillel. Avec Eleazar ben Azariah puis Rabbi Yehoshoua ben Hanania et leurs nombreux disciples dont surtout Rabbi Akiva dont l'école était située à Bnei Brak, aujourd'hui un faubourg de Tel Aviv, ils jouent un rôle prépondérant dans l'élaboration de la Mishnah et du Talmud d'Israël dit « de Jérusalem », qui précéda la généralisation du Talmud dit « de Babylone ».